# 30 Librae
30 Librae är en orange jätte i stjärnbilden Vågen.
30 Librae har visuell magnitud +6,48 och kräver fältkikare för att kunna observeras. Den befinner sig på ett avstånd av ungefär 970 ljusår.